# François-Marie Raoult

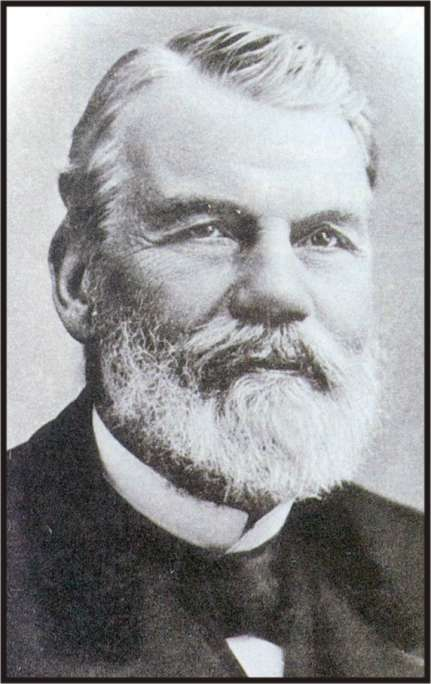
François-Marie Raoult

Raoult François Marie, químico y físico francés nació el 10 de mayo de 1830 en Fournes-en-Weppes y murió el 1 de abril de 1901 en Grenoble. Conocido por su participación en el origen de las leyes de Raoult sobre las propiedades coligativas de las soluciones químicas:
- ley de tonometría;
- ley de la ebullometría;
- ley de la criometría.

y la ley de Raoult relativa a los equilibrios líquido-vapor ideales.

## Biografía
Primero aspirante a tutor en el Lycée de Reims (1853), Raoult escaló los rangos académicos uno por uno antes de ser nombrado en 1862 profesor titular de química en el Lycée de Sens (Yonne). Fue allí donde preparó su tesis doctoral sobre la fuerza electromotriz, tesis defendida en La Sorbona el año siguiente.
En 1867 recibió las lecciones de química en el Lycée de Grenoble, y tres años más tarde se convirtió en profesor de la cátedra universitaria de química, cargo que ocupó hasta su muerte en 1901. 
Las primeras obras de La investigación de Raoult se centró en cuestiones de física relacionadas con el fenómeno de las corrientes voltaicas, pero más tarde amplió su trabajo a cuestiones de química, retomadas por su hijo Romain Raoult, asociado con William Hyde Wollaston, quien desarrolló la pila de Wollaston.
El nombre de Raoult permanece unido a su investigación sobre soluciones, a la que dedicó las dos últimas décadas de su vida. Su primer artículo sobre el papel de los solutos en la disminución del punto de congelación de las soluciones ( ley de la criometría ) fue publicado en 1878. Nuevos experimentos realizados con diferentes disolventes como el benceno y el ácido acético en solución acuosa le sugirieron la existencia de una relación entre el peso molecular de un soluto y la temperatura de congelación de una solución. De este modo formuló la ley general de congelación, según la cual si se disuelve una molécula de una sustancia en 100 moléculas de cualquier disolvente dado, la solidificación de la última temperatura se reducirá por 0,63  °C. Raoult también establece el papel de los disolventes en la reducción de la presión de vapor saturado de una solución, mostrando que la reducción es proporcional al peso molecular del soluto. Estas dos relaciones son tanto más precisas cuanto más fuerte la dilución. En ese momento, proporcionaron una nueva forma de determinar los pesos moleculares de sustancias disueltas: esta técnica fue utilizada particularmente por Jacobus van 't Hoff y Wilhelm Ostwald, quienes la usaron para demostrar la disociación de moléculas por electrólisis.en soluciones. Posteriormente, la criometría se benefició de nuevas mejoras gracias al trabajo de Ernst Otto Beckmann, quien la convertiría en la técnica estándar para determinar los pesos moleculares de compuestos orgánicos.
El físico Jacobus Henricus van 't Hoff rindió un homenaje póstumo a Raoult el 26 de marzo de 1902 frente a la London Chemical Society.

## Logros, contribuciones y aportes
Desde su Universidad de Grenoble, de la que no se moverá hasta su muerte, se hace famoso por sus trabajos:
- En 1863, obtiene el título de Doctor en Ciencias Físicas por la Universidad de París.
- En 1892, la Royal Society de Londres, le concede la medalla Davy (la más alta distinción antes de crearse los premios Nobel).
- Francia lo condecoró con la Legión de Honor (pasando del rango de Oficial en 1895, a Comandante en 1900).
- Prix International de Chimie LaCaze (1889)
- Prix del l'Institut (1895)

### Publicaciones
- En 1870 publicó en Comptes rendus y en los Annales de chimie, 20 trabajos experimentales, sobre termodinámica y electroquímica.
- Entre 1870 y 1882, publica nada menos que 50 trabajos. En los primeros seis años, sobre los efectos del dióxido de carbono sobre la respiración animal, en la absorción de amoníaco por nitrato amónico, sobre la inversión del azúcar de caña por la acción de la luz solar, y otro temas que no fueron estudiados y seguidos por Raoult, posteriormente.

- Más de cien publicaciones resumen su vida de investigación.

### Trabajos científicos

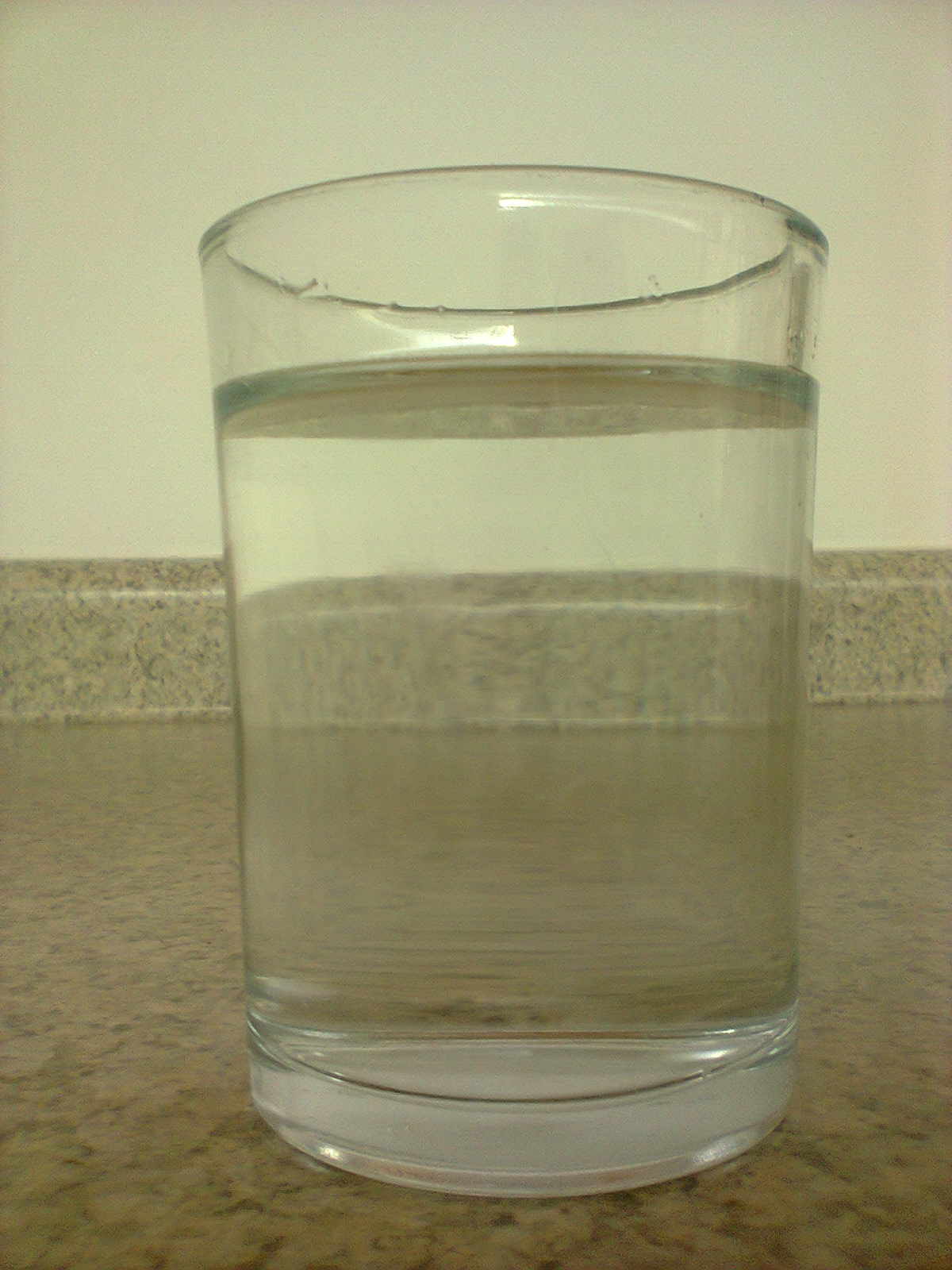
El agua pura a presión de 1 atm posee el punto de fusión de C y el punto de ebullición de C

En química, Raoult es conocido por la ley que lleva su nombre. Estudió: 
- La relación entre la fuerza electromotriz de las pilas en su balance termoquímico. Estos experimentos serían valorados y aprovechados posteriormente, por los químicos teóricos como Gibbs, Helmholtz, Arrhenius y Nernst.
- Confirmó la teoría de Guldberg sobre el descenso del punto de congelación de las disoluciones (no era pionero en la cuestión).a partir del cual elaboró un método para la determinación de pesos moleculares.
- No solamente experimenta sobre el punto de congelación sino que también lo hace con la presión de vapor en las disoluciones y enunció la ley que lleva su nombre. En 1887, expresó la variación de la presión de vapor, al mostrar que la disminución relativa de la presión de vapor (a la misma temperatura), de un líquido volátil al disolver en él un soluto no salino cualquiera, es igual a la fracción molar del soluto, que se conoce como la ley de Raoult.

- También determinó que en el aumento de la temperatura de ebullición de la disolución depende de la concentración del soluto (no salino) y de la naturaleza del disolvente.
- Estudia la presión de vapor del agua, producida al disolver 18 sales diferentes.

Un siglo antes, Richard Watson y Charles Blagden, habían señalado que el punto de congelación de las sales descendía proporcionalmente al peso de la sal disuelta (se conoció como ley de Blagden). En 1871, el suizo Luis de Coppet reconoce que los descensos en los puntos de congelación del agua producidos por diferentes solutos eran proporcionales a sus “pesos atómicos”.
En ese momento existía una gran controversia sobre los pesos atómicos y los pesos equivalentes, postulando algunos importantes científicos franceses (entre ellos el ministro de Educación), que el peso atómico del oxígeno era 8, y que el agua tenía por fórmula OH. Raoult va a demostrar que el descenso del punto de congelación producido por solutos orgánicos en el agua, implicaba que el peso atómico del oxígeno era 16, y el de la molécula de agua 18, y por lo tanto su fórmula H2O. 
Teóricamente el sueco Guldberg (que también será muy conocido a través de la ley de acción de masas), lo había predicho en 1870. Raoult, recopila todas sus observaciones experimentales y en 1882, publica en Comptes rendus, su famosa ley que llevó por título:”Loi de congélation des solutions aqueuses des matières organiques”.
Dos años después describe el método para determinar el peso molecular de un compuesto orgánico, a partir del descenso del punto de congelación de las disoluciones obtenidas al disolverlo en el agua, estableciendo el coeficiente de descenso del punto de congelación, calculando la “depresión molecular” a partir de la suma de las “depresiones atómicas”.
De esta manera el peso molecular M se calculaba por el cociente entre T (depresión molecular) y a coeficiente de descenso del punto de congelación).
Los resultados obtenidos por Raoult, no fueron muy correctos hasta que se usó el termómetro creado por Beckmann, en 1888.
Raoult observó que en el caso de las sales los resultados eran muy superiores a los que cabía esperar, y por eso publica en 1890, un trabajo en el que señala que “las sales neutras se comportan como si los radicales positivos y negativos, al disolverse en el agua, no se combinarán, comportándose como mezclas”, lo cual corroboraría la teoría de Arrhenius sobre la ionización.
Dos años después, usando disoluciones muy diluidas, encuentra que mientras que la constante para el descenso del punto de congelación en el agua de los compuestos orgánicos era 18,7, con el cloruro sódico y el cloruro potásico eran respectivamente 37,4 y 36,4 (aproximadamente el doble).

## Controversia
Mientras contuvo la estima alta por la mayoría de su carrera, la imagen pública de Raoult vaciló cuando las alegaciones de sus conquistas sexuales se alzaron. En 1899,dos años antes de su muerte, una muchacha joven se encontró los pies de un muerto en la casa de Raoult. Él negó tener algo que ver con el asesinato y nunca se cobró , pero las sospechas permanecían en el populacho general.